# Hohulo (Fatubessi)
Hohulo ist eine osttimoresische Aldeia im Suco Fatubessi (Verwaltungsamt Maubisse, Gemeinde Ainaro). 2015 lebten in der Aldeia 118 Menschen.

## Geographie und Einrichtungen
Hohulo nimmt den Nordosten des Sucos Fatubessi ein. Westlich befindet sich die Aldeia Caitara, südwestlich die Aldeia Titibauria und südlich die Aldeias Tutu-Fili und Rae-Buti-Lau. Im Westen grenzt Hohulo an den Suco Maulau und im Norden an das Verwaltungsamt Aileu (Gemeinde Aileu) mit seinem Suco Lequitura.  Die Nordgrenze bildet der Fluss Oharlefa, der zum System des Nördlichen Laclós gehört.
Durch den Süden führt eine Straße. Etwas nördlich davon liegt das Dorf Hohulo. Hier befindet sich der Sitz des Sucos und eine Kapelle, zwischen Dorf und Straße der Veteranenfriedhof und südlich der Straße eine Grundschule.